# Recife (futebolista)
Wheidson Roberto dos Santos, mais conhecido apenas como Recife (Recife, 14 de outubro de 1994), é um futebolista brasileiro que atua como zagueiro, lateral-direito ou volante. Atualmente, está no Olaria.

## Carreira

### Início
Wheidson, mais conhecido por Recife (apelido rendido devido a cidade que nasceu), começou sua carreira com apenas 13 anos de idade passando pelas categorias de base dos times cariocas Volta Redonda e Madureira, onde lhe rendeu muito destaque e sua ida para o Flamengo.

### Flamengo
Em 7 de novembro de 2011, foi contratado pelo Flamengo para as categorias de base do clube. No ano seguinte disputou seu primeiro torneio pelo Rubro-Negro, a Copa do Brasil Sub-20, em que foi eliminado pelo Cruzeiro nas oitavas-de-final.
Depois desta disputa, em 2013, começou sendo titular num dos principais torneios de sua categoria, a Copa São Paulo de Juniores, mas o time foi eliminado ainda na fase de grupos. No mesmo ano Recife foi chamado pelo ex-técnico do Flamengo, Jorginho, para a partida contra o Macaé em que o time venceu por 3–1, Recife entrou aos 30 minutos do segundo tempo.
| “ | Foram 15 minutos inesquecíveis. Até a semana passada treinava entre os juniores e agora tive a oportunidade de ser relacionado e estrear nos profissionais. Foi bom para matar aquela ansiedade e sentir o calor da torcida. É claro que o jogador do Flamengo já é cobrado desde sempre, mas no profissional é diferente. É a realização de um sonho poder ter estreado e ainda com vitória, agradeço sempre a Deus e a comissão técnica por esta chance. | ” |

No mesmo ano, foi relacionado pelo técnico Jaime de Almeida para a partida contra o Atlético Mineiro, mas Recife acabou não entrando e permaneceu no banco de reservas. O Flamengo perdeu o jogo por 1–0.
Em 2014, Recife teve a honra de ser o capitão na equipe da Copa São Paulo de 2014, mas a equipe foi novamente eliminada no torneio, só que desta vez na segunda fase. No total, Recife conseguiu marcar apenas um gol no torneio, que foi na goleada por 4–1 em cima do Santo André. Ainda em 2014, Recife foi uma novidade na lista de inscritos do Flamengo para o Copa Libertadores, o volante foi inscrito com a camisa de número 30. Devido sua inscrição na Libertadores, o jogador foi novamente reintegrado ao elenco do Rubro-Negro. Jogou diante da Cabofriense só que na função de lateral-direito, o jogo terminou 3–1 para o Flamengo.

### Atlético-GO
Em 2015, Recife foi emprestado ao Atlético Goianiense.

### Tupi
Para a temporada de 2016, foi emprestado ao Tupi.

### Boa Esporte
Já sem contrato com o Flamengo, Recife assinou com o Boa Esporte.

## Estatísticas
Até 25 de novembro de 2016.

### Clubes
| Clube               | Temporada         | Campeonato nacional | Campeonato nacional | Campeonato nacional | Copa nacional[a] | Copa nacional[a] | Copa nacional[a] | Competições continentais[b] | Competições continentais[b] | Competições continentais[b] | Outros torneios[c] | Outros torneios[c] | Outros torneios[c] | Total | Total | Total   |
| Clube               | Temporada         | Jogos               | Gols                | Assist.             | Jogos            | Gols             | Assist.          | Jogos                       | Gols                        | Assist.                     | Jogos              | Gols               | Assist.            | Jogos | Gols  | Assist. |
| ------------------- | ----------------- | ------------------- | ------------------- | ------------------- | ---------------- | ---------------- | ---------------- | --------------------------- | --------------------------- | --------------------------- | ------------------ | ------------------ | ------------------ | ----- | ----- | ------- |
| Flamengo            | 2013              | 0                   | 0                   | 0                   | —                | —                | —                | —                           | —                           | —                           | 1                  | 0                  | 0                  | 1     | 0     | 0       |
| Flamengo            | 2014              | 6                   | 0                   | 0                   | 1                | 0                | 0                | 1                           | 0                           | 0                           | 2                  | 0                  | 0                  | 10    | 0     | 0       |
| Flamengo            | Total             | 6                   | 0                   | 0                   | 1                | 0                | 0                | 1                           | 0                           | 0                           | 3                  | 0                  | 0                  | 11    | 0     | 0       |
| Atlético Goianiense | 2015              | 2                   | 0                   | 0                   | 2                | 0                | 0                | —                           | —                           | —                           | 4                  | 0                  | 0                  | 8     | 0     | 0       |
| Atlético Goianiense | Total             | 2                   | 0                   | 0                   | 2                | 0                | 0                | 0                           | 0                           | 0                           | 4                  | 0                  | 0                  | 8     | 0     | 0       |
| Tupi                | 2016              | 23                  | 1                   | 1                   | 0                | 0                | 0                | —                           | —                           | —                           | 9                  | 1                  | 0                  | 32    | 2     | 1       |
| Tupi                | Total             | 23                  | 1                   | 1                   | 0                | 0                | 0                | 0                           | 0                           | 0                           | 9                  | 1                  | 0                  | 32    | 2     | 1       |
| Total na carreira   | Total na carreira | 31                  | 1                   | 1                   | 3                | 0                | 0                | 1                           | 0                           | 0                           | 16                 | 1                  | 0                  | 51    | 2     | 1       |

- a. ^ Jogos da Copa do Brasil
- b. ^ Jogos da Copa Libertadores
- c. ^ Jogos do Campeonato Carioca, Campeonato Goiano, Partida amistosa e Campeonato Mineiro

|          | Data                    | Local                                      | Resultado | Adversário          | Gols | Assist. | Competição                           |
| -------- | ----------------------- | ------------------------------------------ | --------- | ------------------- | ---- | ------- | ------------------------------------ |
| Flamengo |                         |                                            |           |                     |      |         |                                      |
| 1.       | 20 de abril de 2013     | Moacyrzão, Macaé, Brasil                   | 2–0       | Macaé               | 0    | 0       | Campeonato Carioca de 2013           |
| 2.       | 19 de fevereiro de 2014 | Maracanã, Rio de Janeiro, Brasil           | 2–0       | Madureira           | 0    | 0       | Campeonato Carioca de 2014           |
| 3.       | 29 de março de 2014     | Maracanã, Rio de Janeiro, Brasil           | 3–1       | Cabofriense         | 0    | 0       | Campeonato Carioca de 2014           |
| 4.       | 2 de abril de 2014      | Estádio George Capwell, Guaiaquil, Equador | 2–1       | Emelec              | 0    | 0       | Copa Libertadores da América de 2014 |
| 5.       | 16 de julho de 2014     | Moacyrzão, Macaé, Brasil                   | 1–2       | Atlético Paranaense | 0    | 0       | Campeonato Brasileiro de 2014        |
| 6.       | 20 de julho de 2014     | Beira-Rio, Porto Alegre, Brasil            | 0–4       | Internacional       | 0    | 0       | Campeonato Brasileiro de 2014        |
| 7.       | 17 de agosto de 2014    | Couto Pereira, Curitiba, Brasil            | 1–0       | Coritiba            | 0    | 0       | Campeonato Brasileiro de 2014        |
| 8.       | 3 de setembro de 2014   | Maracanã, Rio de Janeiro, Brasil           | 3–0 (3–2) | Coritiba            | 0    | 0       | Copa do Brasil de 2014               |
| 9.       | 6 de setembro de 2014   | Maracanã, Rio de Janeiro, Brasil           | 0–1       | Grêmio              | 0    | 0       | Campeonato Brasileiro de 2014        |
| 10.      | 10 de setembro de 2014  | Arena Pantanal, Cuiabá, Brasil             | 0–1       | Goiás               | 0    | 0       | Campeonato Brasileiro de 2014        |
| 11.      | 7 de dezembro de 2014   | Arena do Grêmio, Porto Alegre, Brasil      | 1–1       | Grêmio              | 0    | 0       | Campeonato Brasileiro de 2014        |
| Tupi     |                         |                                            |           |                     |      |         |                                      |
| 20.      | 19 de janeiro de 2016   | Los Larios, Duque de Caxias, Brasil        | 4–1       | Tigres do Brasil    | 1    | 0       | Amistoso                             |
| 21.      | 23 de janeiro de 2016   | Mário Helênio, Juiz de Fora, Brasil        | 1–0       | Bonsucesso          | 0    | 0       | Amistoso                             |
| 22.      | 31 de janeiro de 2016   | Independência, Belo Horizonte, Brasil      | 0–3       | América Mineiro     | 0    | 0       | Campeonato Mineiro de 2016           |
| 23.      | 6 de fevereiro de 2016  | Mário Helênio, Juiz de Fora, Brasil        | 0–1       | Uberlândia          | 0    | 0       | Campeonato Mineiro de 2016           |

## Títulos
Flamengo
- Torneio Octávio Pinto Guimarães: 2012
- Taça Guanabara: 2014
- Torneio Super Clássicos: 2013, 2014
- Campeonato Carioca: 2014